# Леопольд Карл Мюллер
Леопольд Карл Мюллер (нім. Leopold Carl Müller; 9 грудня 1834, Дрезден — 4 серпня 1892, Відень) — австрійський художник-орієнталіст, ілюстратор, педагог.

## Біографія
Народився в Дрездені під час поїздки його батьків до Німеччини. Його батьком був австрійський художник Леопольд Мюллер, який володів літографічною студією в Відні. Незважаючи на виявлений в ранньому віці талант до малювання, після закінчення гімназії був відправлений на навчання в політехнічний інститут. Його малюнки привернули увагу директора художньої галереї, розташованій недалеко від інституту і той, запросив юнака на зустріч з історичним живописцем Карлом фон Блаасом. Леопольд, зізнався, що мріє стати живописцем і навчатися в Академії мистецтв. К. Блаас включив його в число своїх учнів, які працювали в цей час над створенням фресок.
Навчався у віденській академії під керівництвом Х. Рубена і Карла фон Блааса. Завдяки виділеній урядом стипендії, Леопольд Мюллер став учасником Всесвітньої виставки 1867 в Парижі, де був глибоко вражений алжирськими картинами Ежена Фромантена.
Зобов'язаний підтримувати матеріально свою родину після смерті батька, протягом 8 років працював ілюстратором віденської газети «Фігаро».
У 1873—1874 роках відвідав Єгипет. Згодом, ділячи свій час між студіями в Каїрі і Відні, він глибоко занурився у вивчення арабської культури, і зробив більше, ніж всі його колеги для ознайомлення з нею європейців.
Протягом життя відвідав кілька разів Італію і Єгипет, і зробив собі ім'я завдяки відомій серії картин зі сценами з народного життя в Італії, Угорщині, Близькому Сході і Африці.
Пізніше сам став викладати в Академії образотворчих мистецтв у Відні, виховав кілька талановитих учнів. Серед них Макс Курцвайль.
Помер у Вейдлінгау (нині — частина Відня).

## Твори

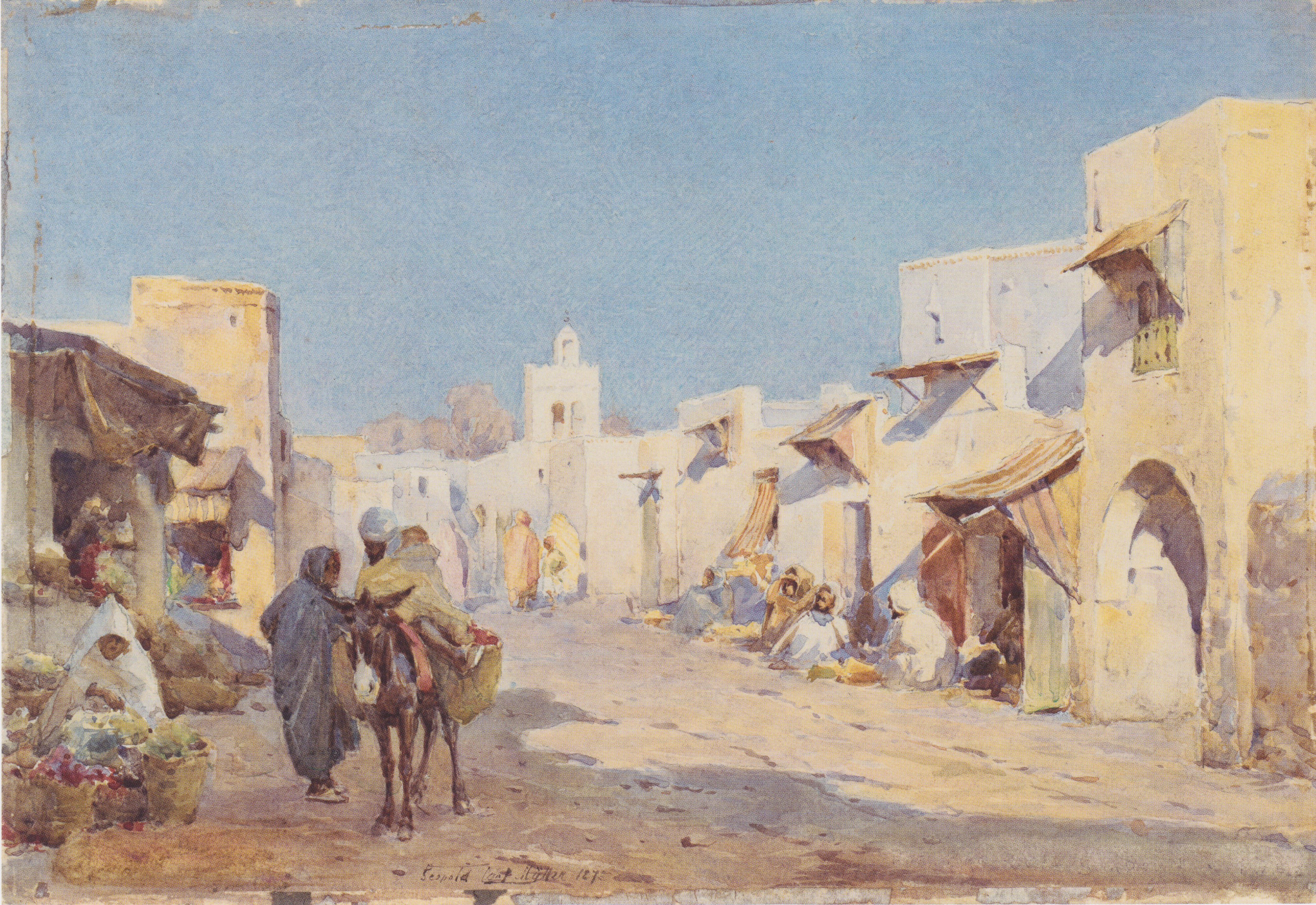
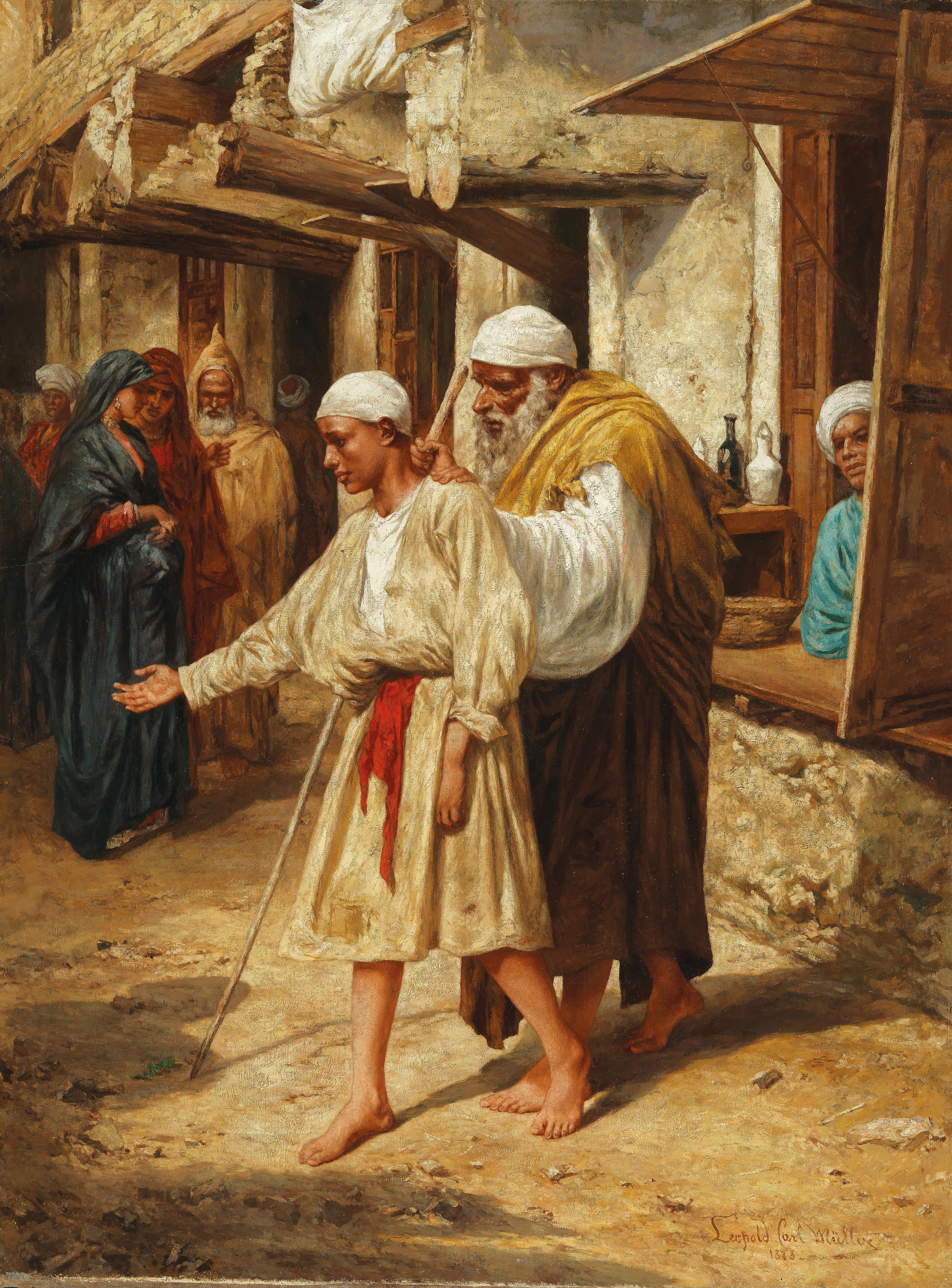
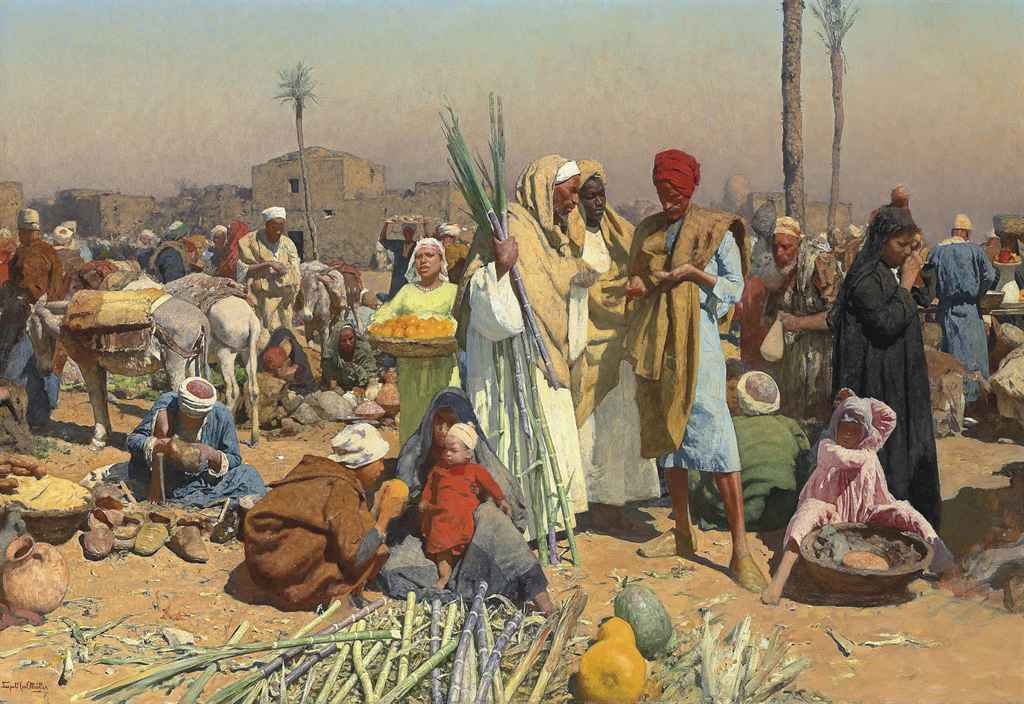
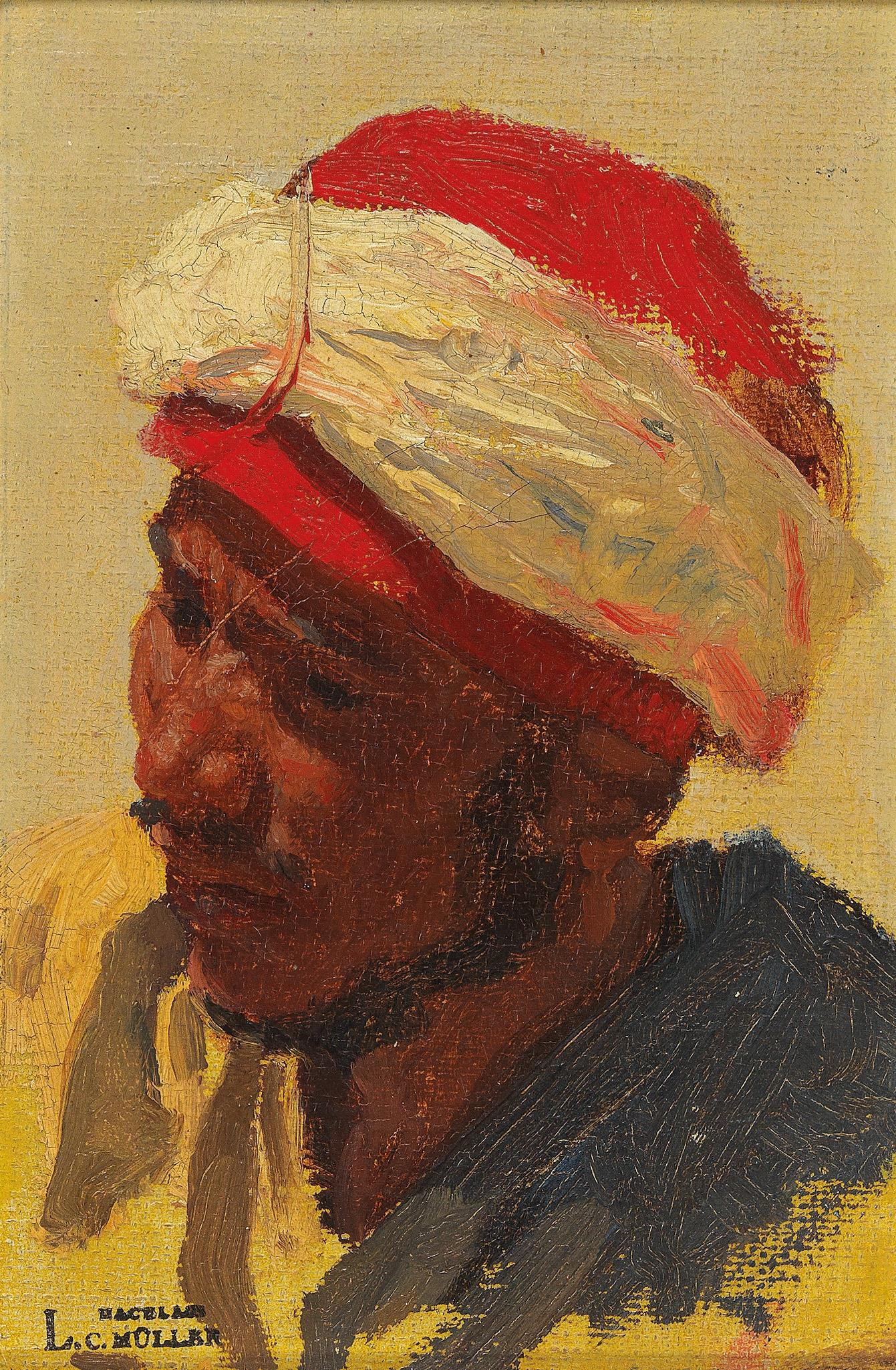
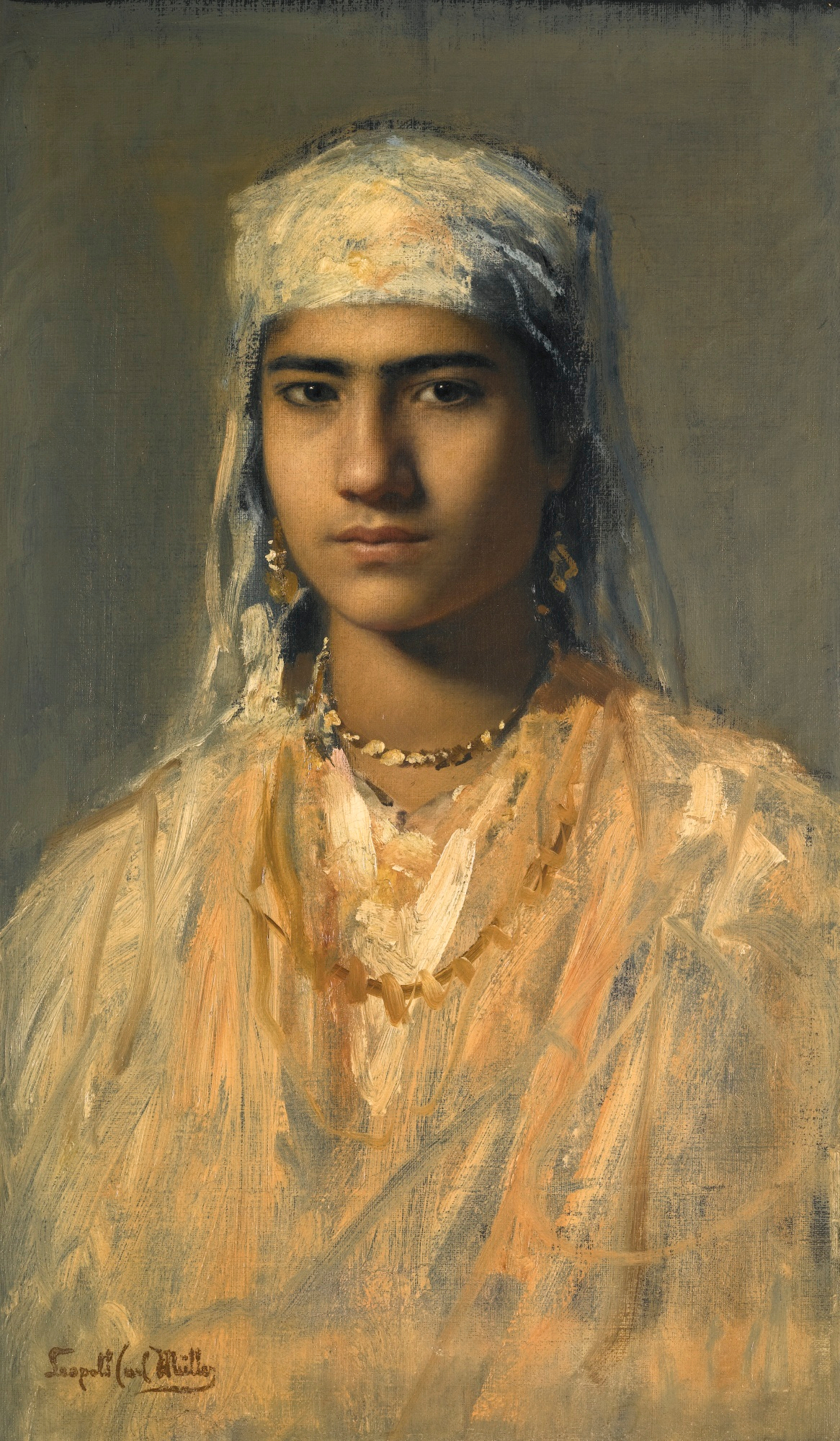